# Volant

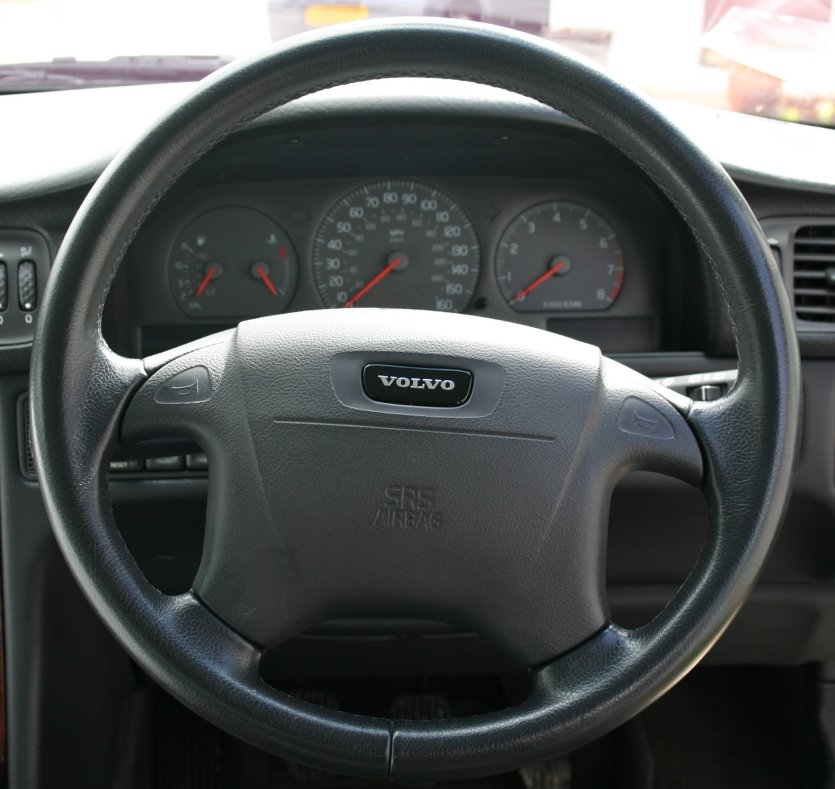
Automobilový volant

Volant je součást pracující na principu kola na hřídeli umožňující řízení většiny moderních pozemních vozidel i některých dalších dopravních prostředků. Speciálně u automobilů nahradil dříve užívaná řídítka či řídicí páku již na počátku jejich vývoje.
Moderní volant má obvykle kruhový tvar a jeho otáčení pomocí převodů natáčí do stran obvykle přední kola vozidla. Součástí volantu v automobilech bývají některé ovládací prvky (nejčastěji tlačítko klaksonu) a airbag.